# Diolenius virgatus
Diolenius virgatus är en spindelart som beskrevs av Gardzinska, Zabka 2006. Diolenius virgatus ingår i släktet Diolenius och familjen hoppspindlar. Inga underarter finns listade i Catalogue of Life.